# Hippolyte Blancard
Hippolyte Blancard, né à Paris le 5 août 1843 et mort dans la même ville le 26 août 1924, est un photographe français, plus particulièrement connu pour les photographies, tirées selon le procédé du platinotype, qu'il prend durant le Siège de Paris (1870) et la Commune de Paris (1871). 

## Biographie
Marie Hippolyte Blancard naît le 5 août 1843 à Paris, fils de Hippolyte Blancard et de Julie Félicité Clémentine Dubost.
Pharmacien de profession, il se passionne pour la photographie et en fait un grand nombre (environ cinq cents) de Paris et sa banlieue.
Il meurt le 26 août 1924 en son domicile parisien du 21, rue du Vieux-Colombier. Il est alors veuf de son épouse, Louise Nérine Léonie Ginisty.